# Tesoro della cattedrale di Essen

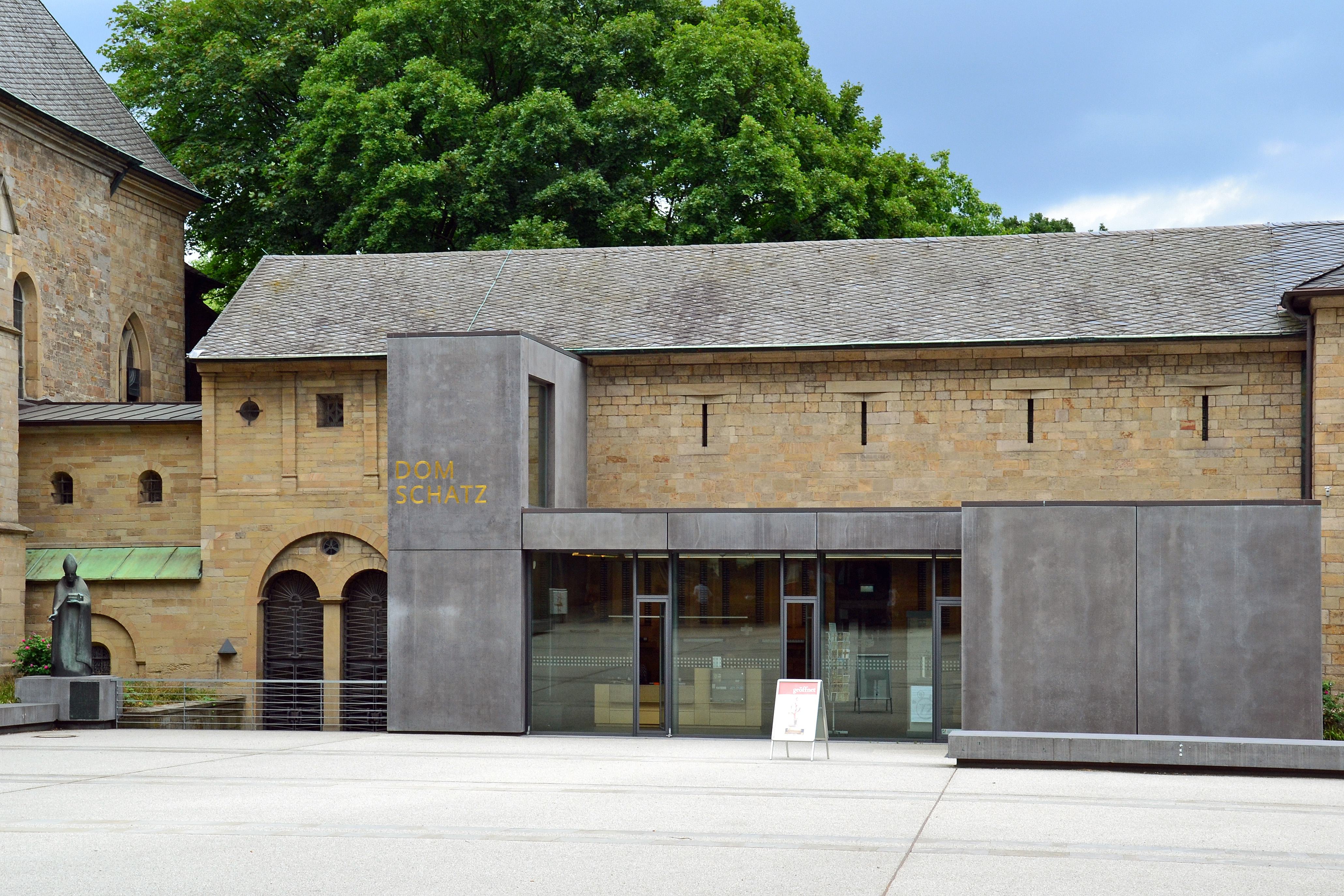
Camera del Tesoro accanto alla cattedrale di Essen.

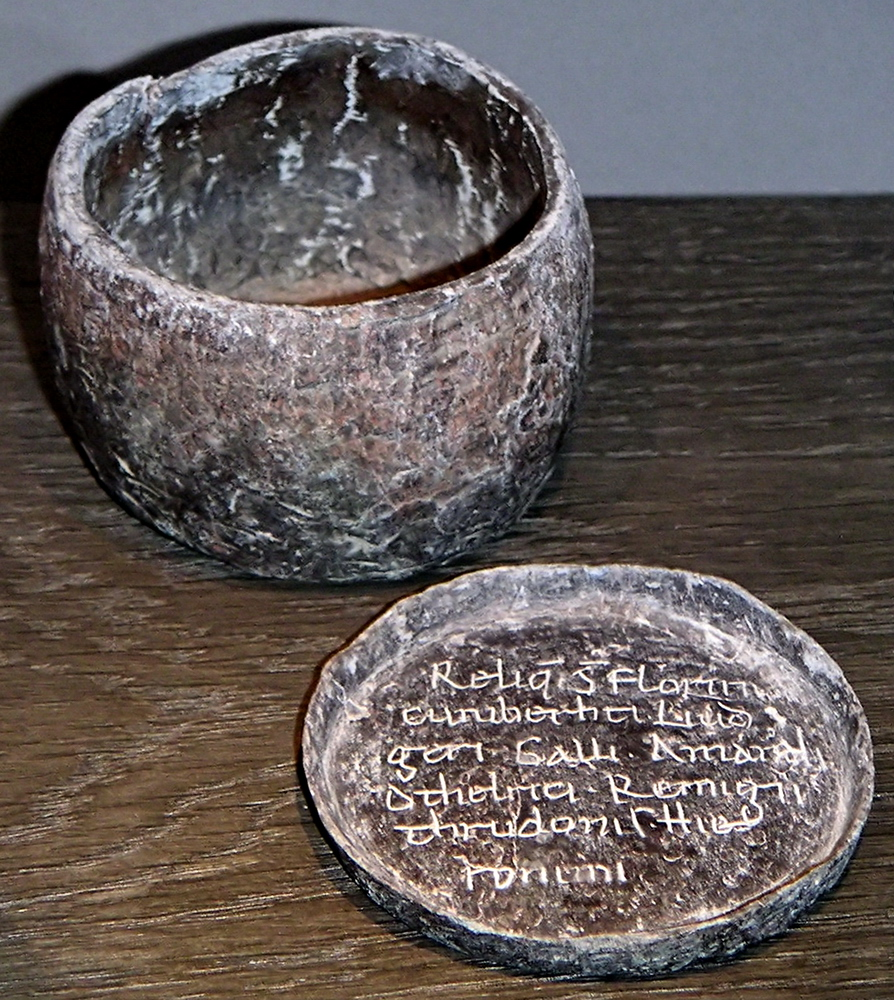
Reliquiario degli altari abbandonati di Ostchores nella cattedrale di Essen, risalente al 1054.

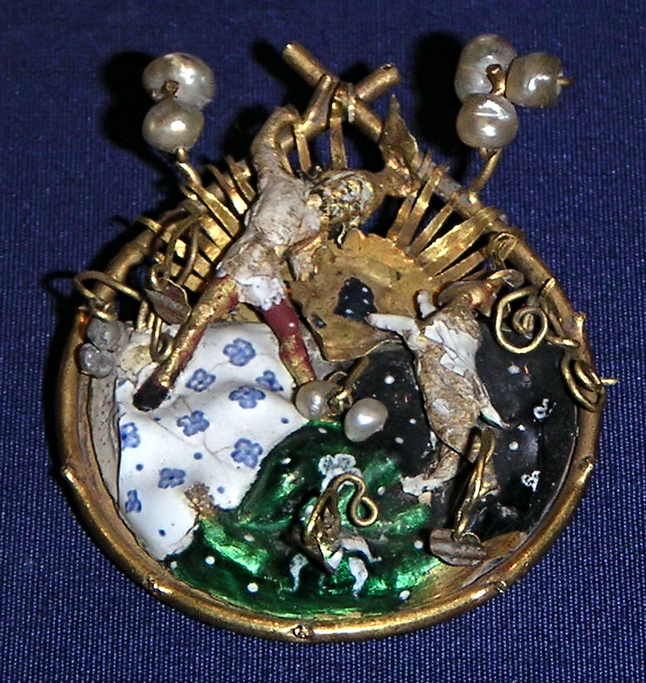
Fibule borgognone. In totale, il tesoro contiene sedici di questi rari gioielli del XIV secolo.

Il Tesoro della cattedrale di Essen (in tedesco: Essener Domschatz) è una delle collezioni più significative di opere d'arte religiose in Germania. Un gran numero di oggetti del Tesoro sono accessibili al pubblico nella camera del Tesoro della cattedrale di Essen. Il capitolo della cattedrale gestisce la camera del Tesoro, non come un museo come in alcuni luoghi, ma come il luogo in cui sono conservati strumenti e oggetti liturgici, che hanno continuato ad essere utilizzati fino ad oggi al servizio di Dio, nella misura in cui le loro esigenze di conservazione lo consentono.

## Storia
Il Tesoro della cattedrale deriva dal Tesoro delle ex canoniche di Essen, passato alla chiesa di San Giovanni Battista dopo la mediatizzazione dell'ordine nel 1803.
Durante la rivolta della Ruhr nel 1920, l'intero Tesoro fu portato di nascosto a Hildesheim, ed esso venne restituito nel 1925.
Durante la seconda guerra mondiale il Tesoro fu portato prima a Warstein, poi ad Albrechtsburg a Meissen e da lì a Siegen, dove fu sigillato nel tunnel di Hain per proteggerlo dai bombardamenti aerei. Dopo la fine della guerra fu trovato lì dalle truppe americane e portato al Museo statale di Marburgo, e successivamente a una collezione di opere d'arte sfollate al castello di Dyck a Rheydt. Dall'aprile all'ottobre 1949, il Tesoro della Cattedrale di Essen fu esposto a Bruxelles e Amsterdam e successivamente fu riportato a Essen.
Nel 1953 il tesoro fu esposto in una mostra a Villa Hügel. Nel 1957 il Tesoro divenne proprietà dell'allora nuova diocesi di Essen. La camera del Tesoro  è stata resa accessibile al pubblico per la prima volta gratuitamente nel 1958 per volontà del primo vescovo di Essen, Franz Hengsbach.
Il Tesoro ha dovuto essere chiuso dal 15 settembre 2008 al 15 maggio 2009 per un ampliamento strutturale. Il Tesoro è stato esposto come mostra di apertura del Museo della Ruhr nell'ex-lava carbone del Complesso industriale delle miniere di carbone dello Zollverein dal 20 ottobre 2008 all'8 febbraio 2009 con lo slogan Gold vor Schwarz ("Oro in nero"). Il 15 maggio 2009 è stata inaugurata la nuova esposizione del Tesoro  della cattedrale, che era più grande di oltre il settanta per cento rispetto allo spazio precedente e migliorata in linea con le ultime idee in materia di educazione museale.

## Collezione
La collezione è eccezionale nella sua completezza perché nel corso del tempo sono andati perduti solo pochi pezzi del Tesoro dell'abbazia, come il reliquiario d'oro di San Marsus, e soprattutto perché sopravvive il liber ordinarius, in cui è descritto l'uso liturgico degli oggetti. Il Tesoro della cattedrale di Essen contiene diverse opere artisticamente significative, in particolare del periodo ottoniano, come:
- Quattro croci processionali di epoca ottoniana:
  - La Croce di Ottone e Matilde;
  - La Croce di Matilde;
  - La Croce Senkshmelz o Croce dei grandi smalti;
  - La Croce di Teofano.
- Una corona d'oro, che si dice essere la corona dell'infanzia di Ottone III, ma è generalmente datata all'XI secolo. È, in ogni caso, la più antica corona di gigli sopravvissuta.
- La spada dei santi Cosma e Damiano, la spada cerimoniale rivestita d'oro delle badesse sin dai tempi ottoniani.
- I Vangeli di Teofano, un manoscritto dell'XI secolo con copertina dorata e piatto in avorio scolpito al centro.
- Il reliquiario del Sacro Chiodo, donato da Teofano.
- La Madonna d'oro, la più antica scultura di Maria nell'arte occidentale (custodita nella cattedrale).
- Un candelabro a sette braccia alto due metri di epoca ottoniana (conservato nella cattedrale).

Oltre alle opere ottoniane, appartengono al Tesoro  del Duomo anche oggetti di pregio di epoche successive, come il busto reliquiario di San Marsus e sedici fibule borgognone del XIV secolo. Diversi manoscritti appartengono anche al Tesoro della Cattedrale, inclusi i Grandi Vangeli carolingi (Ms. 1) di elevato significato linguistico e artistico, il Liber Ordinarius di Essen (Ms. 19) e il Necrologio di Essen (Ms. 20).
C'è anche una vetrina nel Tesoro con oggetti in prestito dal Museo Diocesano, come il pastorale, le mitre, le croci pettorali e gli anelli dei vescovi defunti di Essen.